# DISCO TIME
『DISCO TIME（ディスコタイム）』は、m.o.v.eの24枚目のシングル。

## 概要
- 四ヶ月連続リリースの第二弾。
- 「FREAKY PLANET」に続きPVはストーリー仕立てとなっている。
- 「FREAKY PLANET」と同様にヴォコーダーが使用されている。

## 収録曲
1. DISCO TIME
  - 作詞：motsu、作曲・編曲：t-kimura
  - テレビ東京系『ウタカタ』10月度 MONTHLY RECOMMEND
  - TBS系『エンタメキャッチ』オープニングテーマ
2. THIS IS MY HEARTACHE
  - 作詞：motsu、作曲・編曲：t-kimura
3. DISCO TIME(INSTRUMENTAL)
4. THIS IS MY HEARTACHE(INSTRUMENTAL)